# Chiesa di Santa Maria e San Jacopo a Querceto
La chiesa di Santa Maria e San Jacopo si trova a Querceto, frazione del comune di Sesto Fiorentino, in provincia di Firenze, arcidiocesi della medesima città.

## Storia e descrizione
Eretta intorno alla metà del XIII secolo, fu ristrutturata nel XVIII secolo.
Ha un particolarissimo altare maggiore realizzato dalla manifattura Ginori di Doccia nella seconda metà del XVIII secolo in maiolica traslucida che imita il marmo e decorato con sobri festoni bianchi. Il crocifisso dell'altar maggiore è risalente al XVIII secolo, è stato cambiato pochi anni fa in sostituzione di un altro crocifisso in porcellana, realizzato sempre dalla manifattura Ginori di Doccia, che però recava dietro la croce un sole dal diametro molto ampio che copriva gli enormi quadri retrostanti l'altare; infatti ora questo pregiato crocifisso si trova in una delle stanze del catechismo. Dinanzi all'altare la balaustra reca due stemmi con la quercia, emblema di Querceto.
Nel 1934 venne scoperto sulla parete dell'altare di sinistra un affresco frammentario; si tratta probabilmente di un'"Annunciazione" di cui era dapprima visibile solo il volto e il busto della Vergine, ma è stata da poco restaurata dall'Opificio delle pietre dure di Firenze, da una giovane restauratrice che ha usato la sua opera di restauro come tesi di laurea. Adesso quindi è possibile vedere il corpo della Vergine per intero, un altare che sta alla sua sinistra e in basso un cane che gioca con il suo mantello, questa opera è stata quasi sicuramente realizzata dalla scuola di Michele di Ridolfo del Ghirlandaio come è scritto sulla targa in basso a destra che descrive l'affresco (che in realtà è una pittura su muro e se non fosse stata restaurata sarebbe andata persa negli anni).
Da poco, inoltre, davanti all'affresco della Madonna, cioè sul lato destro dell'altare, è stata rinvenuta una nicchia vuota, fatta apposta per contenere una statua. In seguito è stata trovata tale statua, che raffigura una Vergine con Gesù bambino in collo, ed è stata posta nell'apposita nicchia.